# Protacheron westermanni
Protacheron westermanni is een insect uit de familie van de vlinderhaften (Ascalaphidae), die tot de orde netvleugeligen (Neuroptera) behoort. 
Protacheron westermanni is voor het eerst wetenschappelijk beschreven door Esben-Petersen in 1933.